# 利西察河
利西察河（又稱大利西察河）是俄羅斯的河流，位於托木斯克州內，屬於克季河的右支流，河道全長414公里，流域面積7,980平方公里，流經西西伯利亞平原。